# Live at Wembley (Bring Me the Horizon)
Live at Wembley è il primo album dal vivo del gruppo musicale britannico Bring Me the Horizon, pubblicato il 22 giugno 2015.

## Tracce
1. Shadow Moses
2. Go to Hell, for Heaven's Sake
3. The House of Wolves
4. Diamonds Aren't Forever
5. It Never Ends
6. And the Snakes Start to Sing
7. Alligator Blood
8. Empire (Let Them Sing)
9. Chelsea Smile
10. Pray for Plagues
11. Blessed with a Curse
12. Antivist
13. Sleepwalking
14. Hospital for Souls
15. Drown
16. Can You Feel My Heart

## Formazione
- Oliver Sykes – voce
- Lee Malia − chitarra solista, cori
- John Jones − chitarra ritmica, cori
- Matt Kean − basso
- Matt Nicholls − batteria, percussioni
- Jordan Fish − tastiera, sintetizzatore, cori

## Classifiche
| Classifica (2015)         | Posizione massima |
| ------------------------- | ----------------- |
| Austria (DVD)             | 6                 |
| Germania (DVD)            | 50                |
| Svezia (DVD)              | 5                 |
| Svizzera (DVD)            | 3                 |
| Regno Unito (music video) | 1                 |